# Pauselijke Raad voor de Bevordering van de Nieuwe Evangelisatie
De Pauselijke Raad voor de Bevordering van de Nieuwe Evangelisatie was een dicasterie van de Romeinse Curie. Deze Pauselijke Raad werd door paus Benedictus XVI opgericht en aangekondigd tijdens de eerste Vespers op het Hoogfeest van de Heilige Petrus en Paulus op 28 juni 2010. Op 21 september 2010 werd de apostolische brief onder de vorm van het motu proprio Ubicumque et semper door de paus ondertekend waarmee de oprichting officieel bevestigd werd.
Doel van de raad was het bieden van een tegenwicht tegen de toenemende ontkerkelijking en ontkerstening in traditioneel christelijke gebieden als Europa en de Verenigde Staten. De Raad had de taak om nieuwe wegen te zoeken waarop het Evangelie kan worden gebracht in die gebieden waar de Kerk al eeuwen bestaat, maar die een toenemende secularisatie van de maatschappij en een verduistering van het godsbesef beleven
De term nieuwe evangelisatie werd gemunt door paus Johannes Paulus II en was bedoeld om die gebieden die feitelijk het eerst werden gekerstend, opnieuw te evangeliseren.
Op 30 juni 2010 benoemde de paus de Italiaanse aartsbisschop Rino Fisichella, tot dan toe de president van de Pauselijke Academie voor het Leven, tot president van de raad.
Op 5 juni 2022 werd bij de invoering van de apostolische constitutie Praedicate Evangelium de structuur van de Romeinse Curie gewijzigd. De pauselijke raad werd opgenomen in de dicasterie voor Evangelisatie.

## Presidenten
| Periode   | Naam            | Opmerkingen |
| --------- | --------------- | ----------- |
| 2010-2022 | Rino Fisichella |             |

## Lidmaatschap
Op 5 januari 2011 werd de Belgische aartsbisschop Léonard benoemd tot lid van deze raad. Op 13 mei 2011 werd José Octavio Ruiz Arenas uit Colombia tot secretaris benoemd, en Graham Bell, die voorheen secretaris coördinator was van de Pauselijke Academie voor het Leven, als ondersecretaris.
Ook de Duitse aartsbisschop Robert Zollitsch en de kardinalen Christoph Schönborn, Angelo Scola en William Levada maken deel uit van de raad.